# Eparchia jarosławska

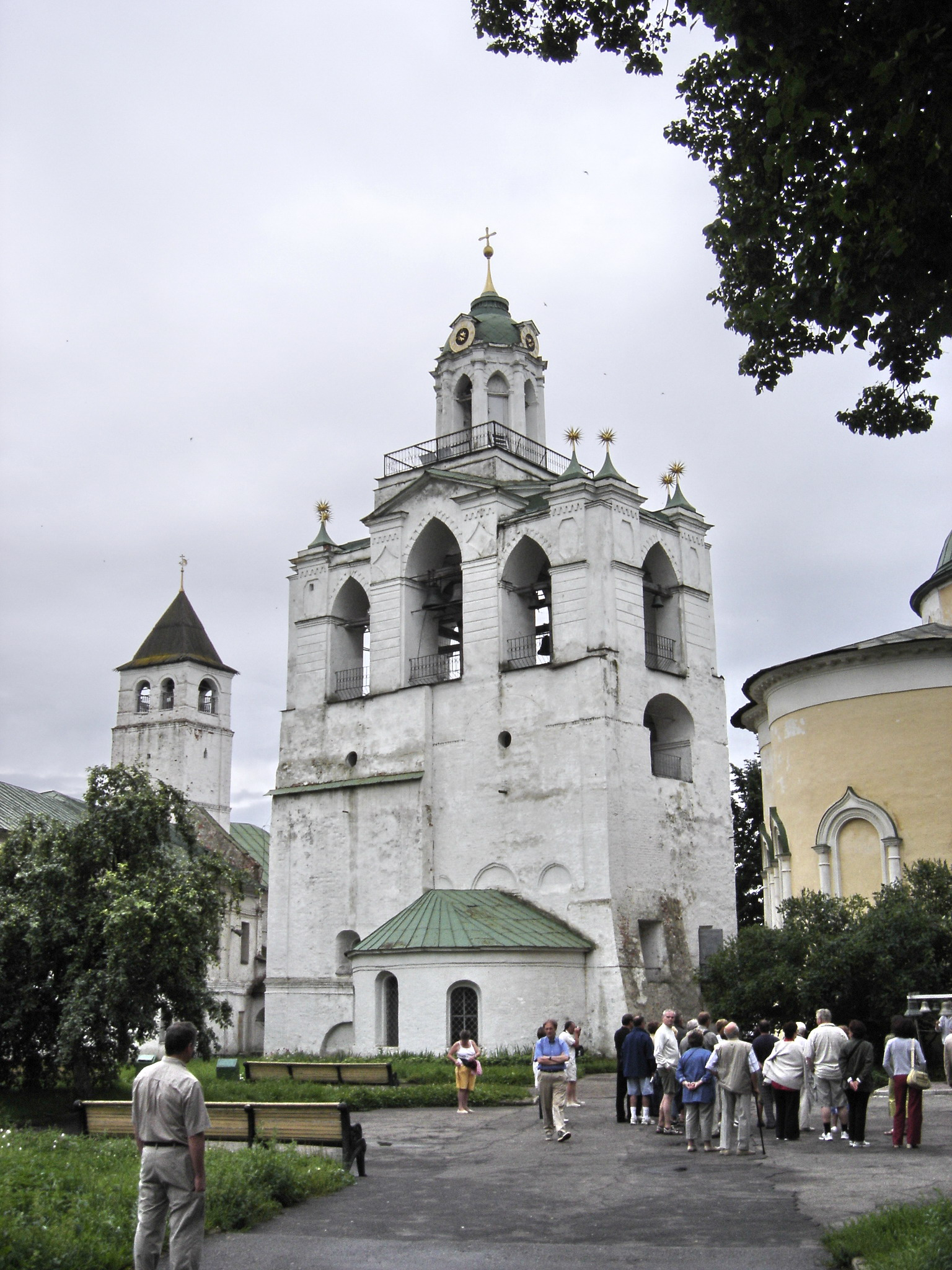
Monaster Przemienienia Pańskiego w Jarosławiu

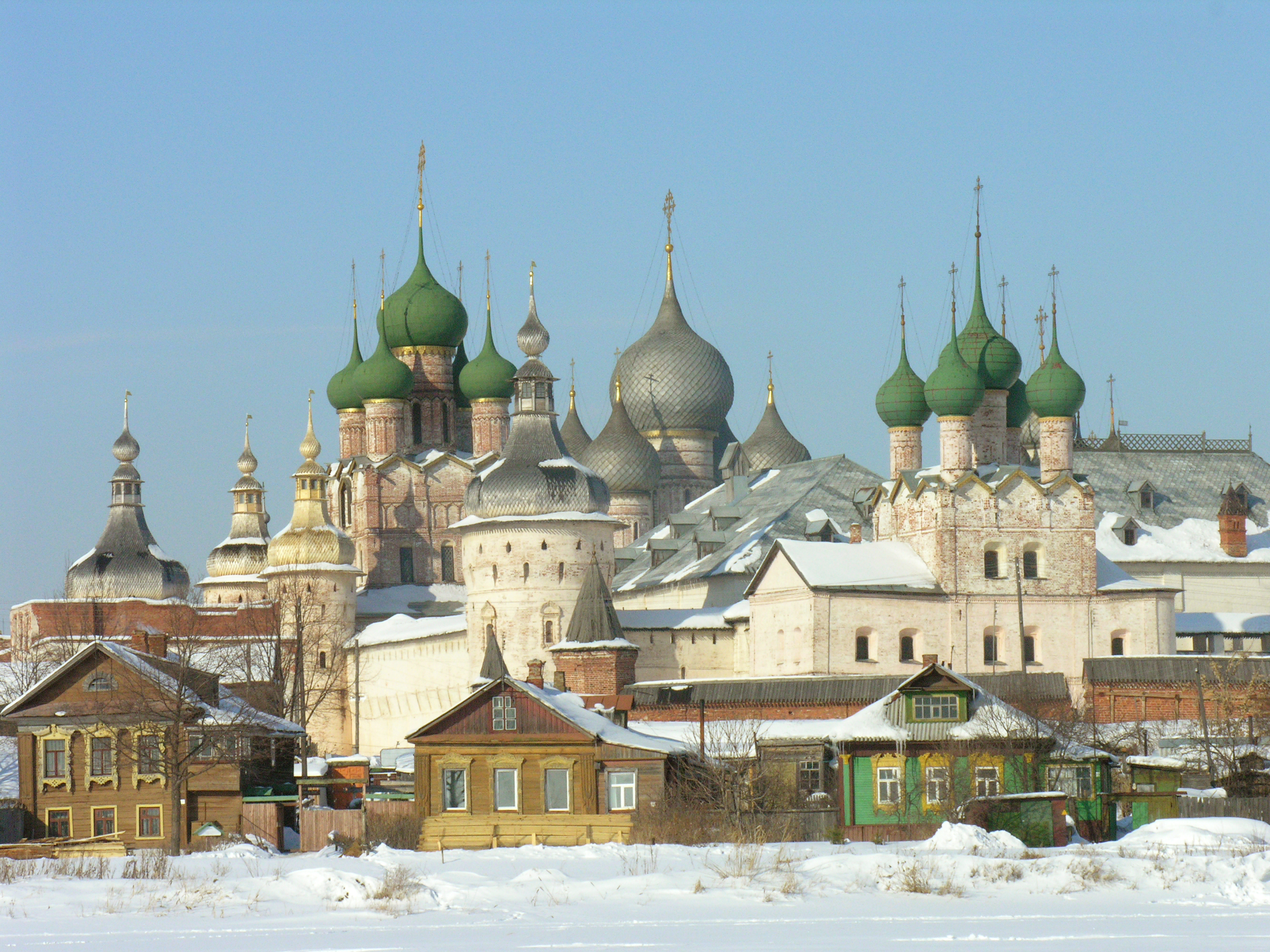
Rostów

Eparchia jarosławska – eparchia Rosyjskiego Kościoła Prawosławnego obejmująca część obwodu jarosławskiego. Od 26 grudnia 2019 r. jej ordynariuszem jest metropolita Wadim (Łaziebny).
Eparchia wchodzi w skład metropolii jarosławskiej.

## Historia i współczesność
Eparchia powstała w 991 pod nazwą eparchii rostowskiej, w 1589 została podniesiona do rangi metropolii. Sobór jarosławski jest jej siedzibą od XVIII w.
Eparchia prowadzi seminarium duchowne w Jarosławiu (istnieje od 1994), gimnazjum prawosławne w Jarosławiu i 66 szkół niedzielnych dla dzieci i młodzieży.
Organem prasowym eparchii jest gazeta Jarosławskie wiadomości eparchialne (ros. Ярославские епархиальные ведомости, natomiast telewizja regionalna nadaje tworzony przez duchowieństwo program Świeca.

## Podział administracyjny
Eparchia jarosławska dzieli się na dziesięć dekanatów: gawriłowsko-jamski, jarosławski wiejski, jarosławski centralny, jarosławski północny, jarosławski południowy, niekrasowski, pietrowski, pleszczejewski, tunoszeński, wiacki. W ich strukturach czynnych jest 156 parafii oraz 18 cerkwi i kaplic więziennych, szpitalnych itp.. Są one obsługiwane przez 208 kapłanów.

### Monastery[5]
- Monaster Przemienienia Pańskiego i św. Jakuba w Rostowie, męski
- Babajewski Monaster św. Mikołaja w Niekrasowskim, męski
- Monaster św. Piotra w Rostowie, męski
- Monaster Przemienienia Pańskiego i św. Atanazego w Jarosławiu, męski
- Monaster Tołgski, żeński
- Monaster Objawienia Pańskiego i św. Abrahamiusza Rostowskiego, żeński
- Monaster Kazańskiej Ikony Matki Bożej w Jarosławiu, żeński
- Monaster Narodzenia Matki Bożej w Rostowie, żeński

## Biskupi jarosławscy i rostowscy
| Biskup                                | Lata sprawowania urzędu    |
| św. Teodor I                          | 991 – ok. 1023             |
| Hilarion                              | ?                          |
| św. Leoncjusz                         | ok. 1051 – ok. 1073        |
| św. Izajasz Cudotwórca                | 1078–1090                  |
| Efrem                                 | ?                          |
| Nestor                                | ? – 1156                   |
| Leon                                  | 1157–1162                  |
| Teodor                                | 1162–1169                  |
| Leoncjusz II                          | 1172–1185                  |
| Mikołaj                               | 1185                       |
| Łukasz                                | 1185–1189                  |
| Jan                                   | 1190–1214                  |
| Pachomiusz                            | 1214–1216                  |
| Cyryl                                 | 1216–1229                  |
| św. Cyryl                             | 1230–1262                  |
| Ignacy                                | 1262–1288 z przerwą w 1278 |
| Dionizy                               | 1278                       |
| Taras                                 | 1288–1295                  |
| Szymon                                | 1295–1311                  |
| św. Prochor                           | 1311–1328                  |
| Antoni                                | 1328–1336                  |
| Gabriel                               | 1336–1346                  |
| Jan                                   | 1346–1356                  |
| Ignacy                                | 1356–1364                  |
| Piotr                                 | 1364–1365                  |
| Arseniusz                             | 1374–1380                  |
| Mateusz Grek                          | ok. 1382–1385              |
| św. Jakub                             | 1388/1389 – 1390           |
| św. Teodor II                         | 1390–1395                  |
| Grzegorz                              | 1396–1416                  |
| Dionizy                               | 1418–1425                  |
| św. Efrem                             | 1427–1454                  |
| Teodozjusz (Bywalcew)                 | 1454–1461                  |
| św. Tryfon                            | 1462–1467                  |
| św. Wassian (Ryło)                    | 1467–1481                  |
| Joazaf (Oboleński)                    | 1481–1488                  |
| Tichon (Malszkin)                     | 1489–1503                  |
| Wassian                               | 1506–1515                  |
| Jan                                   | 1520–1525                  |
| Cyryl                                 | 1526–1538                  |
| Dosyteusz                             | 1539–1542                  |
| Aleksy                                | 1543–1548                  |
| Nikanor                               | 1549–1566                  |
| Korneliusz                            | 1567 – ok. 1574            |
| Jonasz                                | ? – 1576                   |
| Abraham                               | ? – 1577                   |
| Dawid                                 | 1578–1583                  |
| Eutymiusz                             | 1583–1585                  |
| Hiob                                  | 1586                       |
| Warłaam                               | 1586–1603                  |
| Jonasz                                | 1603–1604                  |
| Cyryl (Zawidow)                       | 1605–1606                  |
| Filaret (Romanow)                     | 1606–1619                  |
| Warłaam                               | 1619–1652                  |
| Jonasz (Sysojewicz)                   | 1652–1690                  |
| Joazaf (Łazarewicz)                   | 1691–1701                  |
| św. Dymitr (Tuptało)                  | 1702–1709                  |
| Dosyteusz (Glebow)                    | 1711–1718                  |
| Jerzy (Daszkow)                       | 1718–1730                  |
| Joachim                               | 1731–1741                  |
| św. męczennik Arseniusz (Maciejewicz) | 1742–1763                  |
| Atanazy (Wolchowski)                  | 1763–1766                  |
| Samuel (Mysławski)                    | 1776–1783                  |
| Arseniusz (Wierieszczagin)            | 1783–1799                  |
| Paweł (Ponomariow)                    | 1799–1805                  |
| Antoni (Znamienski)                   | 1806–1820                  |
| św. Filaret (Drozdow)                 | 1820–1821                  |
| Szymon (Kryłow-Płatonow)              | 1821–1824                  |
| Abraham (Szumilin)                    | 1824–1836                  |
| św. Filaret (Amfitieatrow)            | 1836–1837                  |
| Eugeniusz (Kazancew)                  | 1837–1853                  |
| Nil (Isakowicz)                       | 1853–1874                  |
| Dymitr (Murietow)                     | 1874–1876                  |
| Leonid (Krasnopiewkow)                | 1876                       |
| Jonatan (Rudniew)                     | 1877–1903                  |
| Sergiusz (Łanin)                      | 1903–1904                  |
| Jakub (Piatnicki)                     | 1904–1907                  |
| św. Tichon (Bielawin)                 | 1907–1913                  |
| św. Agatangel (Prieobrażenski)        | 1913–1928                  |
| Paweł (Borisowski)                    | 1929–1937                  |
| Jan (Sokołow)                         | 1942–1944                  |
| Aleksy (Siergiejew)                   | 1944–1947                  |
| Dymitr (Gradusow)                     | 1947–1954                  |
| Borys (Wik)                           | 1954                       |
| locum tenens Izajasz (Kowalow)        | 1954–1960                  |
| Nikodem (Rotow)                       | 1960–1963                  |
| Leonid (Polakow)                      | 1963–1964                  |
| Sergiusz (Łarin)                      | 1964–1967                  |
| Jan (Wiendłand)                       | 1967–1984                  |
| Platon (Udowienko)                    | 1984–1993                  |
| Micheasz (Charcharow)                 | 1993–2002                  |
| Cyryl (Nakonieczny)                   | 2002–2011                  |
| Pantelejmon (Dołganow)                | 2011–2019                  |
| Wadim (Łaziebny)                      | od 2019                    |